# Rauni Luoma

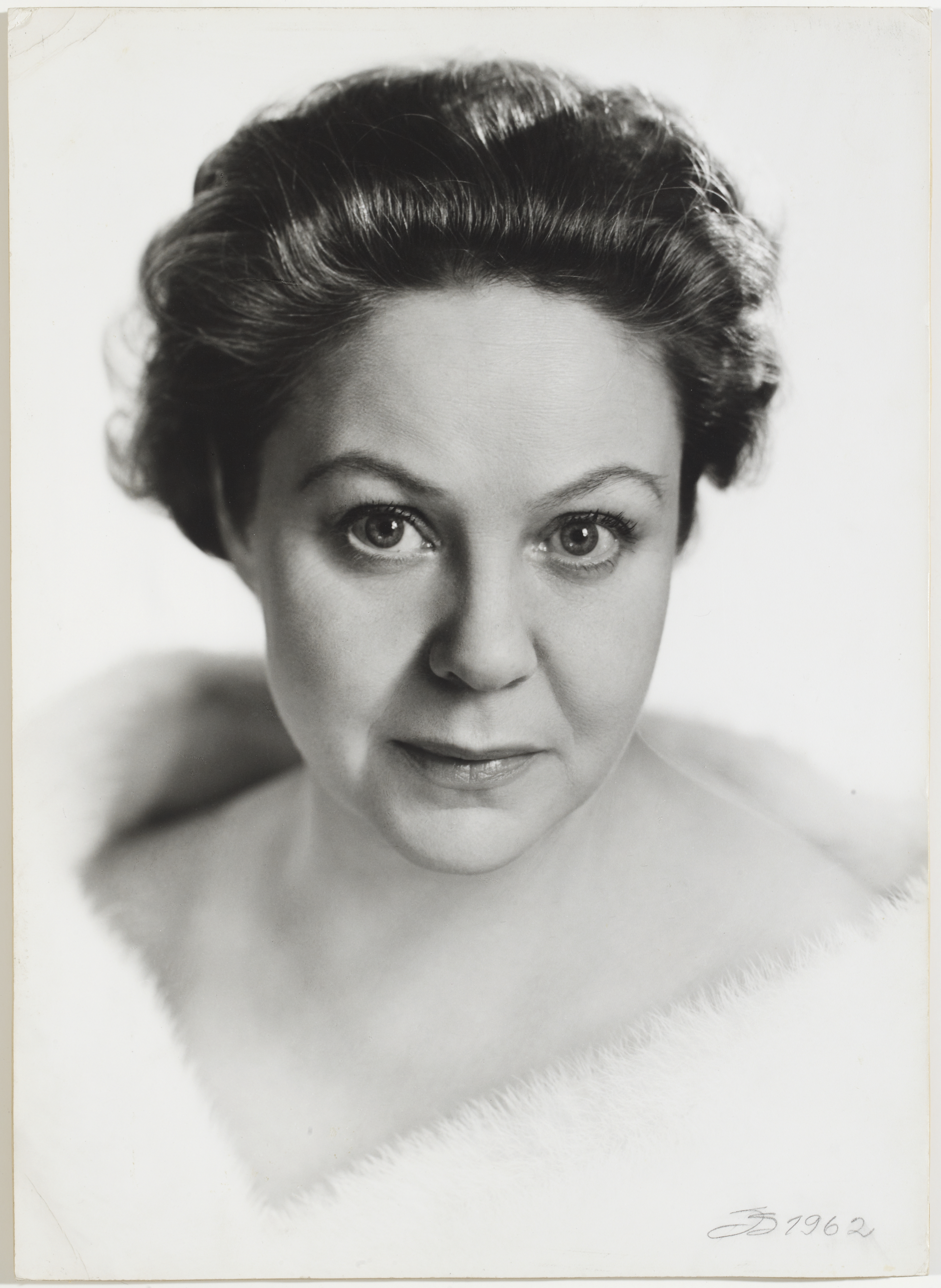
Rauni Luoma en 1962

Rauni Luoma (15 de octubre de 1911-12 de enero de 1996) fue una actriz finlandesa.

## Biografía

### Inicios
Su nombre completo era Rauni Maria Erika Luoma, y nació en Helsinki, Finlandia, siendo la tercera de los cuatro hijos de Juho Hermanni Luoma y Dagmar Aleksandra Viola Lindqvist.
Luoma pasó su infancia principalmente en Oulu, donde permaneció la familia durante la Guerra civil finlandesa en 1918, y donde su padre tomó parte del bando Blanco.
En Oulu completó sus estudios de primaria. Hablaba sueco con fluidez, y en el verano de 1930 trabajaba en la oficina de Finlandia en Estocolmo. Ese mismo año, su hermano mayor, Valio, murió en un accidente aéreo. Rauni volvió a su país e ingresó en el Conservatorio de Helsinki para estudiar canto, aunque finalmente fue a una escuela teatral gracias a su interés por la actuación.
Su padre se oponía a que fuera actriz, mientras que su madre la apoyaba. Finalmente, en 1932 empezó a formarse en la que es actualmente la Academia de Teatro de la Universidad de las Artes de Helsinki, donde coincidió con Hannes Häyrinen y Kaarlo Halttunen. Tras graduarse en 1934, Luoma obtuvo trabajo en Varkaus. En esa época su hermano Jusu murió en un accidente de circulación. A pesar de ello, sobre el escenario debía dejar de lado las preocupaciones privadas y encarnar a los personajes ingenuos propios de su edad, actuando además en el géneero de la opereta.

### Carrera
En 1935 Luoma participó en la película Roinilan talossa, protagonizada por Iivari Tuomisto, que la animó a actuar en el Kaupunginteatteri de Lahti en 1935–1936. En el otoño de 1936 pasó al Teatro de Turku, donde tuvo el papel principal en la obra de Hella Wuolijoki Juurakon Hulda. También actuó en la pieza Kuriton sukupolvi, de Mika Waltari, con quien trabó amistad.
Luoma actuó también en el Kaupunginteatteri de Víborg en 1938–1939. Allí conoció a Uno Wikström, que entonces estaba casado. Sin embargo, ambos contrajeron matrimonio en julio de 1939, naciendo en septiembre de ese año el único hijo de la actriz. El niño se llamó Matti Marius, y fue apadrinado por Marjatta y Mika Waltari. El matrimonio llegó a su fin en 1941, y Wikström regresó con su primera esposa, Irma. 
Durante la Guerra de invierno, Víborg fue bombardeada por las fuerzas soviéticas, por lo que Loma, su hijo y su madre huyeron a la Región de Ostrobotnia. En el período de la Paz interina en 1940–1941, Luoma actuó en el Maakuntateatteri de Kotka con la obra de Henrik Ibsen Peer Gynt, demostrando en la misma su habilidad para el canto.
Akseli Nurmi y Edvin Laine la vieron actuar en Peer Gynt, y la llevaron al Työväen Teatteri de Tampere, donde actuó entre 1941 y 1949. En 1943 el teatro fue dirigido por Eino Salmelainen, a quien Luoma agradecía el positivo papel que tuvo en su carrera artística. En Tampere protagonizó la obra de Axel Breidahl Kapina luostarissa. Otras de sus piezas en la época fueron La princesa gitana, en la que actuó con Kaarlo Kytö, y Katarina, kaunis leski (de Seere Salminen). En los años que trabajó en Tampere, Rauni Luoma conoció, entre otros artistas, a Urho Kekkonen y Sakari Tuomioja.
En 1949 Rauni Luoma fue convencida por Arvi Kivimaa para mudarse al Kansanteatteri-Työväenteatteri de Helsinki, donde trabajó en las obras A Electra le sienta bien el luto (de Eugene O’Neill), Niskavuoren Heta (de Hella Wuolijoki), y La gaviota (de Antón Chéjov), esta última dirigida por Eino Kalima.
Luoma pasó al Teatro Nacional de Finlandia en 1955, debutando con la obra Markurellien perhe, en la que actuaba Aku Korhonen. Durante su época en dicho teatro actuó a menudo junto a Tauno Palo. La actriz dejó el Teatro Nacional en 1978.

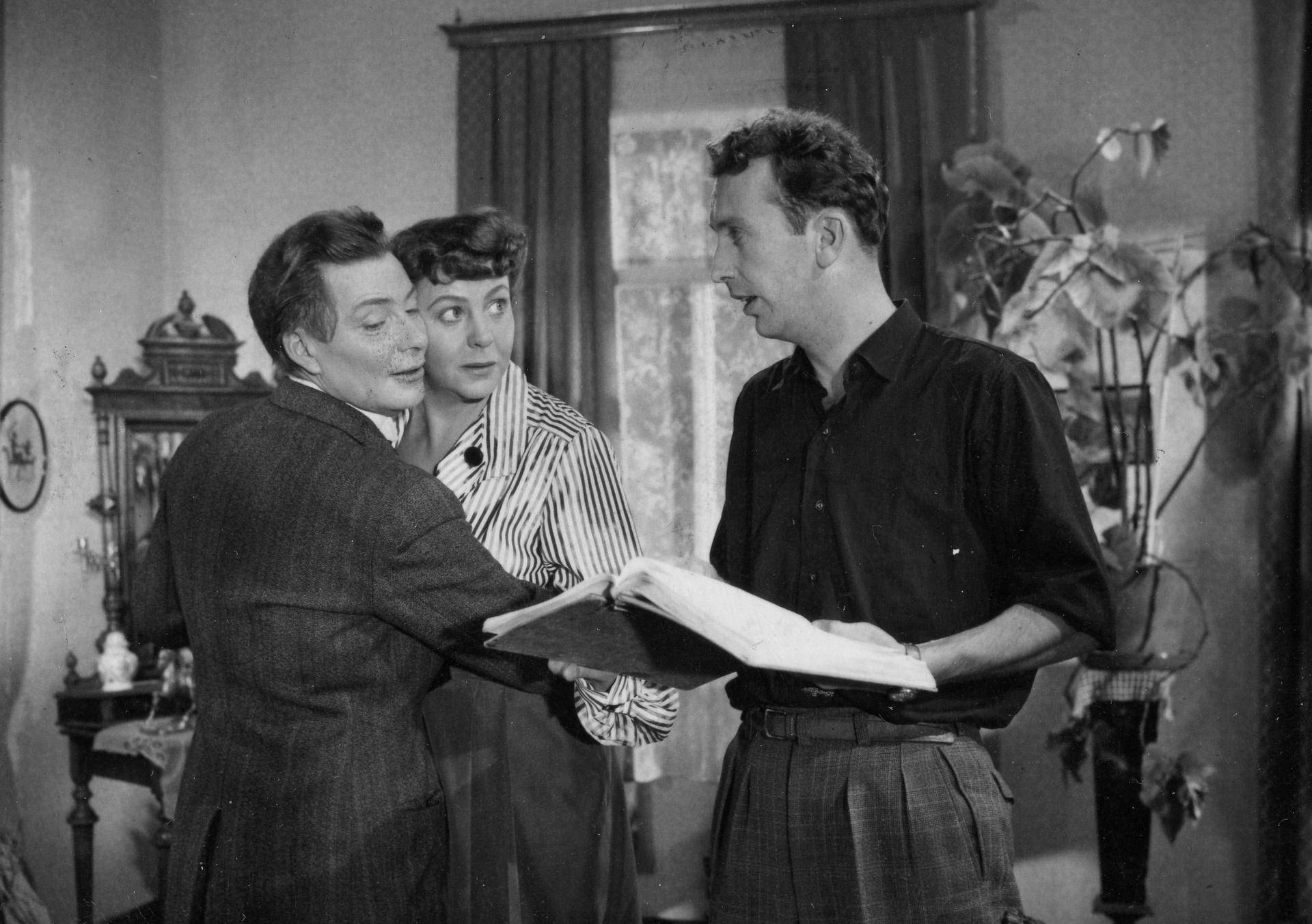
Matti Kassila (der.) dirige a Toivo Mäkelä y Rauni Luoma en Elokuu en 1956

El papel cinematográfico más conocido de Rauni Luoma fue el que interpretó en la cinta de Edvin Laine Niskavuoren Heta (1952), por el que fue galardonada con un Premio Jussi. Ella ya conocía el personaje, que había interpretado en el teatro junto a Kaarlo Halttunen, el cual actuó también en la cinta. En una versión de la obra para la radio, Luoma encarnó a Loviisa. 
Otro de sus papeles más relevantes para la pantalla fue el de Maija Länsilehto en la película de Matti Kassila Elokuu (1956). Sin embargo, hubo de aceptar papeles de reparto para poder sufragar los gastos de escolarización de su hijo Matti en el Reino Unido. Su último papel fue el de Loviisa en la producción de Matti Kassila Niskavuori (1984), recibiendo por su trabajo un nuevo Premio Jussi en 1985.
Además de su trabajo para el teatro y el cine, Rauni Luoma actuó también en televisión, siendo una de sus producciones de mayor interés la serie Katapultti (1971–1972).
Por su trayectoria artística, Luoma fue premiada en el año 1962 con la Medalla Pro Finlandia.

### Vida privada
El segundo esposo de Luoma fue el arquitecto Aarne Ervi, con el que se casó el 2 de diciembre de 1957 en el ayuntamiento de Helsinki. Aarne Ervi falleció en 1977.
Rauni Luoma fue a vivir a la residencia Thalian Torppa, en Helsinki, donde vivían otros muchos actores, entre ellos Saara Ranin, Sylvi Palo y Kaarlo Halttunen. Ella falleció en dicha residencia en 1996, a los 84 años de edad.

## Filmografía
- 1933 : Ne 45000
- 1935 : Roinilan talossa
- 1940 : Yövartija vain...
- 1950 : Katarina kaunis leski
- 1950 : Amor hoi!
- 1951 : Vihaan sinua – rakas
- 1951 : Rion yö
- 1951 : Kuisma ja Helinä
- 1951 : Kesäillan valssi
- 1952 : Yhden yön hinta
- 1952 : Tervetuloa aamukahville
- 1952 : Radio tulee hulluksi
- 1952 : Niskavuoren Heta
- 1952 : Lännen lokarin veli
- 1952 : Komppanian neropatit
- 1953 : Alaston malli karkuteillä
- 1953 : Kaksi hauskaa vekkulia
- 1954 : Onnelliset
- 1954 : Minä soitan sinulle illalla
- 1954 : Kun on tunteet
- 1956 : Viisi vekkulia
- 1956 : Evakko
- 1956 : Elokuu
- 1958 : Kahden ladun poikki
- 1968 : Vain neljä kertaa
- 1968 : Bernarda Alban talo
- 1969 : Sixtynine 69
- 1984 : Niskavuori